# World Series 1998
Le World Series 1998 sono state la 94ª edizione della serie di finale della Major League Baseball al meglio delle sette partite tra i campioni della National League (NL) 1998, i San Diego Padres, e quelli della American League (AL), i New York Yankees. A vincere il loro ventiquattresimo titolo furono gli Yankees per quattro gare a zero.
New York vinse il secondo titolo nell'arco di tre anni mentre San Diego era alla seconda apparizione alle World Series, la prima dal 1984 quando aveva perso contro i Detroit Tigers. Per la prima volta la stessa città, San Diego, e lo stesso stadio, il Qualcomm Stadium, ospitarono nello stesso anno il Super Bowl e le World Series.

## Sommario
New York ha vinto la serie, 4-0.
| Gara | Daa        | Risultato                                  | Stadio           | Tempo | Pubblico |
| ---- | ---------- | ------------------------------------------ | ---------------- | ----- | -------- |
| 1    | 17 ottobre | San Diego Padres – 6, New York Yankees – 9 | Yankee Stadium   | 3:29  | 56.712   |
| 2    | 18 ottobre | San Diego Padres – 3, New York Yankees – 9 | Yankee Stadium   | 3:31  | 56.692   |
| 3    | 20 ottobre | New York Yankees – 5, San Diego Padres – 4 | Qualcomm Stadium | 3:14  | 64.667   |
| 4    | 21 ottobre | New York Yankees – 3, San Diego Padres – 0 | Qualcomm Stadium | 2:58  | 65.427   |

## Hall of Famer coinvolti
- Yankees: Derek Jeter, Tim Raines, Mariano Rivera, Joe Torre (manager)
- Padres: Tony Gwynn, Trevor Hoffman